# Elvis’ Gold Records Volume 4
Elvis' Gold Records Volume 4 – 31 album studyjny Elvisa Presleya.

## Lista utworów

### Strona pierwsza
| Utwór | Nagrany    | Tytuł piosenki                       | Twórcy                          | Czas trwania |
| ----- | ---------- | ------------------------------------ | ------------------------------- | ------------ |
| 1.    | 26.05.1966 | Love Letters                         | Edward Heyman i Victor Young    | 2:30         |
| 2.    | 26.05.1963 | Witchcraft                           | Dave Bartholomew i Pearl King   | 2:19         |
| 3.    | 12.01.1964 | It Hurts Me                          | Joy Byers i Charlie Daniels     | 2:27         |
| 4.    | 30.08.1963 | What’d I Say                         | Ray Charles                     | 3:02         |
| 5.    | 26.05.1963 | Please Don't Drag That String Around | Otis Blackwell i Winfield Scott | 1:54         |
| 6.    | 10.06.1966 | Indescribably Blue                   | Darrell Glenn                   | 2:48         |

### Strona druga
| Utwór | Nagrany    | Tytuł piosenki                 | Twórcy                                                   | Czas trwania |
| ----- | ---------- | ------------------------------ | -------------------------------------------------------- | ------------ |
| 1.    | 26.05.1963 | (You're the) Devil in Disguise | Bernie Baum, Bill Giant, Florence Kaye                   | 2:20         |
| 2.    | 07.11.1960 | Lonely Man                     | Bennie Benjamin i Sol Marcus                             | 2:43         |
| 3.    | 20.03.1960 | A Mess of Blues                | Doc Pomus i Mort Shuman                                  | 2:39         |
| 4.    | 12.01.1964 | Ask Me                         | Domenico Modugno, Bernie Baum, Bill Giant, Florence Kaye | 2:07         |
| 5.    | 10.06.1958 | Ain't That Loving You Baby     | Clyde Otis i Ivory Joe Hunter                            | 2:22         |
| 6.    | 19.03.1962 | Just Tell Her Jim Said Hello   | Jerry Leiber i Mike Stoller                              | 1:52         |